# Paul Limberg

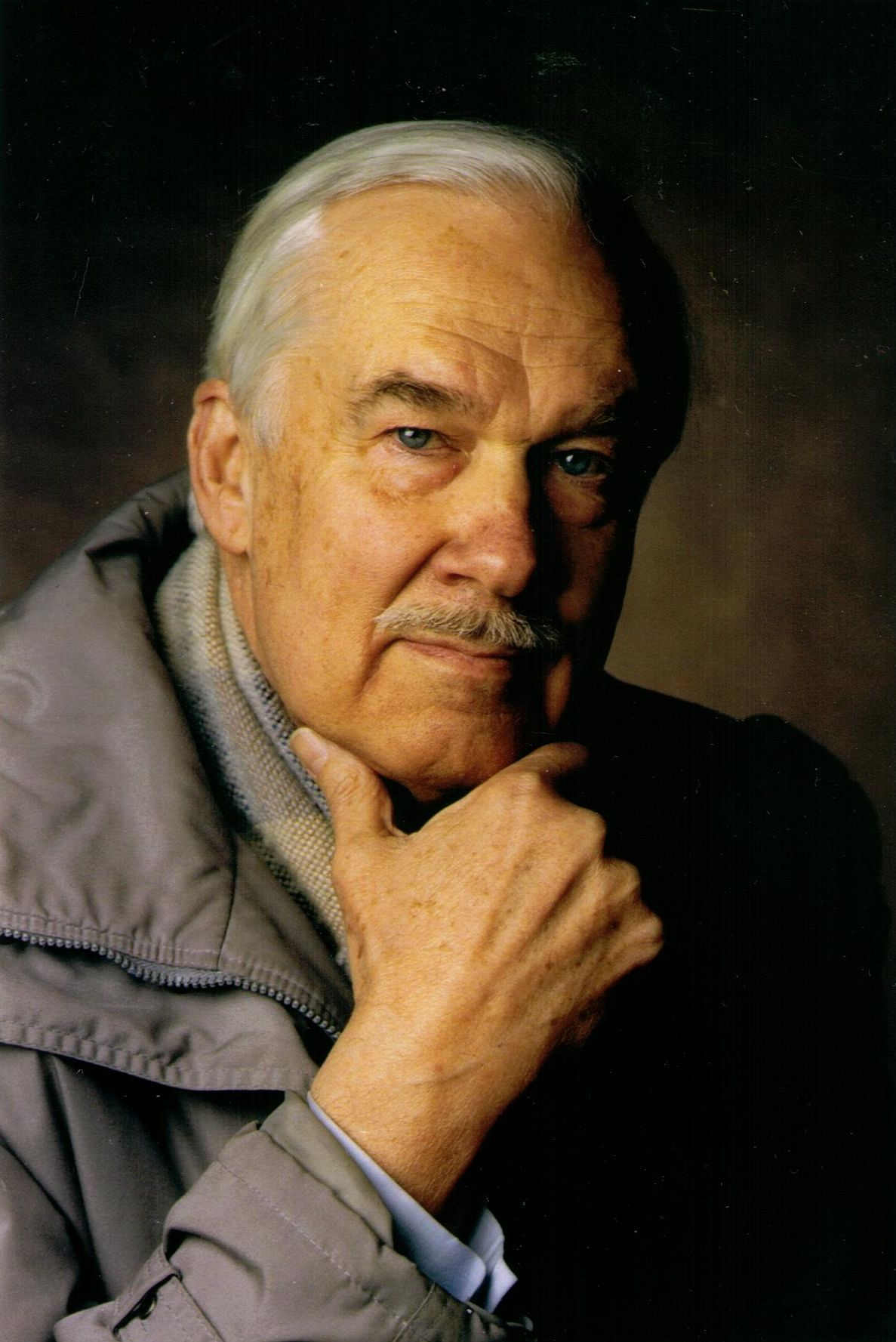
Paul Limberg

Paul Limberg (* 7. Januar 1917 in Petrograd; † 7. Oktober 1997 in Berlin) war ein deutscher Pflanzenbauwissenschaftler. Von 1965 bis 1982 wirkte er als Professor für Acker- und Pflanzenbau an der Technischen Universität Berlin.

## Leben
Paul Limberg, Sohn eines baltischen Guts- und Fabrikbesitzers, wuchs auf den elterlichen Gütern in Estland auf, besuchte die Grundschule und das humanistische Gymnasium in Dorpat (jetzt: Tartu) und begann 1934 das Studium der Landwirtschaft an der Universität Tartu. Nach der Umsiedlung der deutschen Bevölkerung aus dem Baltikum setzte er sein Studium an der Universität Königsberg fort und beendete es 1941 an der Universität Breslau mit dem Examen zum Diplomlandwirt. 1942 wurde er zum Wehrdienst eingezogen.
Ab Herbst 1945 arbeitete er als Saatzuchtleiter in Niederbayern. 1948 wurde er wissenschaftlicher Mitarbeiter bei Eduard von Boguslawski am Institut für Pflanzenbau und Pflanzenzüchtung der damaligen Hochschule für Bodenkultur und Veterinärmedizin (seit 1957 wieder Universität) in Gießen. Als Leiter der Versuchsstation Rauischholzhausen erwarb er sich hier grundlegendes Wissen über das Feldversuchswesen. 1952 promovierte er mit einer Dissertation über den Einfluss der Aussaatzeit auf Entwicklung und Futterertrag der Platterbse. Nach der Promotion blieb er an der Universität Gießen. Als Assistent bzw. Oberassistent betreute er als enger Mitarbeiter von Eduard von Boguslawski am Institut für Pflanzenbau und Pflanzenzüchtung die gesamten Feldversuche.
1961 habilitierte sich Limberg an der Universität Gießen mit einer Arbeit über die Ermittlung des Produktivitätstyps am Beispiel einiger Kulturpflanzen und erwarb die Venia legendi für das Fachgebiet Pflanzenbau und Pflanzenzüchtung. 1964 übernahm er an der Forschungsanstalt für Landwirtschaft (FAL) in Braunschweig-Völkenrode die Leitung des Instituts für Pflanzenbau und Saatguterzeugung. 1965 folgte er dem Ruf auf den Lehrstuhl für Acker- und Pflanzenbau an der Fakultät für Landbau (später Fachbereich Internationale Agrarentwicklung) der Technischen Universität Berlin. Hier wirkte er bis zu seiner Emeritierung im Jahre 1982.

## Forschung und Lehre
Im Zentrum der wissenschaftlichen Arbeiten von Paul Limberg stand die Standortforschung. Durch Experimente und theoretische Überlegungen versuchte er Gesetzmäßigkeiten herauszufinden, wie sich klimatische Wachstumsfaktoren auf die Ertragsbildung landwirtschaftlicher Kulturpflanzen auswirken. Letztlich war dabei die Charakterisierung von Nutzungs- und Leistungseigenschaften der wichtigsten in Mitteleuropa angebauten Feldfrüchte sein eigentliches Forschungsziel.
Bereits in seiner Habilitationsschrift hatte Limberg den Begriff „Produktivitätstyp“ geprägt und verstand darunter den ertragsbezogenen physiologisch-ökologischen Charakter von Arten und Sorten landwirtschaftlicher Kulturpflanzen. Aus der Kenntnis der Arten- und Sortencharaktere bzw. der Produktivitätstypen versuchte er in grober Annäherung die Bedingungen abzuleiten, unter denen Höchsterträge zu erwarten sind. Den besten und umfangreichsten Beitrag über dieses von der Pflanzenbauwissenschaft vorher wenig bearbeitete Forschungsgebiet hat er 1972 im „Handbuch der Pflanzenernährung und Düngung“ publiziert.
Gemeinsam mit Eduard von Boguslawski war Limberg seit Beginn der 60er Jahre maßgeblich am Aufbau der europäischen Stickstoff-Düngungs-Versuchserie (IDV / ISDV / IOSDV) der Internationalen Arbeitsgemeinschaft Bodenfruchtbarkeit beteiligt, wodurch die länderübergreifende Forschungskooperation zu Fragen der Stickstoffdüngung und des Stickstoffhaushaltes der Böden nachhaltig gefördert wurde.
Von Anfang an pflegte Limberg intensive internationale Kontakte mit Fachkollegen. In den Jahren 1968 und 1971 reiste er wiederholt nach Kanada und in die USA. Enge Kontakte bestanden zu Wissenschaftlern in der Türkei, z. B. durch gemeinsame Forschungsarbeiten mit der Universität Izmir. Zeitweise war Limberg stellvertretender Vorsitzender des „Verbandes der Deutsch-Türkischen Agrar- und Naturwissenschaftler“. Selbst nach seiner Emeritierung begleitete er noch über viele Jahre Forschungsaktivitäten türkischer Agrarwissenschaftler, die nach Möglichkeiten suchten, Bracheflächen in Anatolien durch den Anbau von Leguminosen zu begrünen. 1990, mit der Öffnung der Grenzen zu den osteuropäischen Ländern, nahm er unverzüglich Kontakte zu „seiner alten“ estländischen Universität Tartu (Dorpat) auf. Als Gastdozent hat er dort richtungweisende Ratschläge bei der Neuorientierung der landwirtschaftlichen Lehre und Forschung geben können.
Paul Limberg, ein engagierter Hochschullehrer und Forscher, erwarb sich in der Fachwelt hohes Ansehen. Von 1956 bis 1963 war er Vorstandsmitglied und von 1979 bis 1981 stellvertretender Vorsitzender der „Gesellschaft für Pflanzenbauwissenschaften“. 1963 wurde er mit dem Justus-Liebig-Preis der Universität Gießen ausgezeichnet. Die Universität Tartu (Estland) verlieh ihm 1993 die Würde eines Ehrendoktors.

## Publikationen (Auswahl)
- Untersuchungen über den Einfluß der Saatzeit auf Entwicklung und Futterertrag von Lathyrus sativus. Diss. agr. Gießen 1952. Maschinenschrift.
- Entwicklung, Wachstum und Ertragsbildung. In: Vorträge für Pflanzenzüchter Bd. 6, 1960, S. 27–57.
- Ein Beitrag zur Ermittlung des Produktivitätstyps am Beispiel einiger Kulturpflanzen aufgrund ihrer Reaktion auf klimatische Wachstumsfaktoren. Habil.-Schr. Landw. Fak. Univ. Gießen 1961.
- Der Begriff des Produktivitätstyps und seine Bedeutung für die Arten- und Sortenwahl im Zwischenfruchtbau. In: Landbauforschung Völkenrode  Bd. 2, 1963, S. 115–130.
- Der Einfluß von Stickstoff auf Entwicklung und Ertragsbildung. In: Zeitschrift für Acker- und Pflanzenbau Bd. 119, 1964, S. 119–137.
- Zum Produktivitätstyp der Kulturpflanze (dargestellt an Beispielen). In: Hans Linser (Hrsg.): Handbuch der Pflanzenernährung und Düngung. Springer-Verlag Wien – New York, Bd. 1, Zweite Hälfte, 1972, S. 663–738.